# Klemen Kosi
Klemen Kosi, slovenski alpski smučar, poslovnež in ekonomist * 19. junij 1991, Maribor.

## Kariera
Kosi je član smučarskega kluba Branik Maribor. V svetovnem pokalu je debitiral 6. marca 2011, ko je na slalomu v Kranjski Gori odstopil. Prvič je osvojil točke svetovnega pokala 18. januarja 2013, ko je na superkombinaciji v Wengnu zasedel štirinajsto mesto, kar je bila njegova najvišja uvrstitev v karieri. 
V Schladmingu se je leta 2013 prvič uvrstil na Svetovno prvenstvo v alpskem smučanju, kjer je nastopil v štirih disciplinah, na superkombinaciji pa je osvojil dvanajsto mesto. Na uvodni tekmi svetovnega prvenstva 2015 v ameriškem Beaver Creeku je v superveleslalomu dosegel svoj najboljši rezultat na svetovnih prvenstvih in sicer 10. mesto. Nastopil je še na dveh svetovnih prvenstvih (2017 in 2019).
Za Slovenijo je nastopil na olimpijskih igrah 2014 v Sočiju, kjer je v svojem premiernem nastopu dosegel 24. mesto v smuku, v Pjongčangu pa je osvojil 10. mesto v alpski kombinaciji.   
15. januarja 2016 se je prvič uvrstil v prvo deseterico na tekmah svetovnega pokala s sedmim mestom na alpski kombinaciji v Wengnu, kar je še zmeraj njegov najboljši rezultat v svetovnem pokalu.
28. decembra 2018, je na prednovoletnem smuku svetovnega pokala v Bormiu, v spodnjem delu proge Stelvio tik pred ciljem z veliko hitrostjo priletel v ograjo. Odpeljali so ga s helikopterjem. Pri padcu je utrpel zlom nosu in počeno ličnico. Tri tedne kasneje je nastopil v Wengnu in zasedel 29. mesto.

## Biografija
Kosi se je rodil v Mariboru, vzgojen v katoliškem duhu. Obiskoval je II. gimnazijo Maribor, kjer je prejel  nagrado »Kristalni ključ« za izjemne dosežke. Doštudiral je na Ekonomsko-poslovni fakulteti Maribor.

## Svetovni pokal

### Seštevki
| Sezona | Starost | Skupno | Smuk | SVSL | Komb. |
| 2011   | 20      | —      | —    | —    | —     |
| 2012   | 21      | —      | —    | —    | —     |
| 2013   | 22      | 113.   | —    | —    | 19.   |
| 2014   | 23      | 126.   | —    | —    | 13.   |
| 2015   | 24      | 91.    | 42.  | 46.  | 20.   |
| 2016   | 25      | 68.    | 45.  | 30.  | 11.   |
| 2017   | 26      | 100.   | 53.  | 53.  | 16.   |
| 2018   | 27      | 97.    | 47.  | 51.  | 20.   |
| 2019   | 28      | 92.    | 45.  | 25.  | 43.   |
| 2020   | 29      | 93.    | 48.  | 34.  | 24.   |
| 2021   | 30      | —      | —    | —    | —     |
| 2025   | 34      | —      | —    | —    | —     |

### Top 15 rezultati
| Uvrstitev | Datum             | Kraj           | Disciplina         |
| --------- | ----------------- | -------------- | ------------------ |
| 7. mesto  | 15. januar 2016   | Wengen         | Alpska kombinacija |
| 9. mesto  | 1. december 2018  | Beaver Creek   | Superveleslalom    |
| 10. mesto | 27. februar 2016  | Hinterstoder   | Superveleslalom    |
| 12. mesto | 29. december 2017 | Bormio         | Alpska kombinacija |
| 12. mesto | 22. januar 2016   | Kitzbühel      | Alpska kombinacija |
| 13. mesto | 29. december 2016 | Santa Caterina | Alpska kombinacija |
| 14. mesto | 24. januar 2015   | Kitzbühel      | Smuk               |
| 14. mesto | 18. januar 2013   | Wengen         | Super kombinacija  |
| 15. mesto | 30. november 2018 | Beaver Creek   | Smuk               |
| 15. mesto | 13. januar 2017   | Wengen         | Alpska kombinacija |
| 15. mesto | 23. januar 2015   | Kitzbühel      | Alpska kombinacija |

## Velika tekmovanja

### Olimpijske igre
| Leto | Prizorišče | Smuk | SVSL | VSL | SL  | Komb. |
| ---- | ---------- | ---- | ---- | --- | --- | ----- |
| 2014 | Soči       | 24   | 29   | —   | DNF | DSQ   |
| 2018 | Pjongčang  | DNF  | 25   | —   | —   | 10    |

### Svetovna prvenstvo
| Leto | Prizorišče          | Smuk | SVSL | VSL | SL | Komb. |
| ---- | ------------------- | ---- | ---- | --- | -- | ----- |
| 2013 | Schladming          | 29   | 27   | 31  | —  | 12    |
| 2015 | Vail / Beaver Creek | DNF  | 10   | 33  | —  | 16    |
| 2017 | St. Moritz          | 24   | DNF  | —   | —  | 22    |
| 2019 | Åre                 | 43   | DNF  | 60  | —  | 24    |

## Rekordi
- 16. januarja 2013, je v Wengnu na 2. treningu smuka s 157,71 km/h dosegel do tedaj najvišjo izmerjeno hitrost v alpskem smučanju. A le za kratek čas, saj ga je že nekaj minut kasneje prehitel bolgar Svetoslav Georgijev in tri dni kasneje še Johan Clarey.[3][4]
- Kot prvi evropejec je trikrat osvojil skupni seštevek Južnoameriškega pokala v alpskem smučanju.